# La Selle-en-Luitré
La Selle-en-Luitré är en kommun i departementet Ille-et-Vilaine i regionen Bretagne i nordvästra Frankrike. Kommunen ligger i kantonen Fougères-Nord som tillhör arrondissementet Fougères-Vitré. År 2022 hade La Selle-en-Luitré 618 invånare.

## Befolkningsutveckling
Antalet invånare i kommunen La Selle-en-Luitré
Referens:INSEE